# Eleccions generals de Tanzània de 2020
El 28 d'octubre de 2020 se celebraran eleccions generals a Tanzània per a elegir al President i a l'Assemblea Nacional.

## Context
A l'abril de 2019, Livingstone Lusinde, diputat del partit governant Partit de la Revolució, va suggerir que la celebració d'eleccions presidencials en 2020 no era una bona idea a causa del seu cost, i que els diners es podrien destinar-los a projectes de desenvolupament. És probable que la proposta es fes per a mantenir al president John Magufuli en el càrrec fins a 2025 i, a més, Lusinde va emfatitzar que de, totes maneres, "ningú pot derrotar el president Magufuli".
Els partits de l'oposició Chadema, Aliança per al Canvi i la Transparència i NCCR-Mageuzi van anunciar que havien iniciat negociacions per a formar una aliança abans de les eleccions.
La comissió electoral va anunciar que la campanya es desenvoluparia del 26 d'agost al 27 d'octubre.

## Sistema electoral
El president és elegit per circumscripció uninominal, és a dir, s'escull el candidat que rep més vots.

### Requisits
El paràgraf 1 de l'article 39 de la Constitució de 1977 exigeix que els candidats siguin ciutadans tanzans per naixement, tinguin almenys 40 anys, siguin proposats per un partit polític del qual siguin membres, reuneixin les condicions per a ser diputats o membres de la Cambra de Representants de Zanzíbar i no tinguin cap condemna relacionada amb l'evasió fiscal.